# Viviana Sofronitsky
Viviana Sofronitsky (tiếng Nga: Вивиана Владимировна Софроницкая) là một nghệ sĩ piano cổ điển người Canada gốc Nga. Cha cô là nghệ sĩ piano Nga-Xô viết Vladimir Sofronitsky.

## Cuộc đời
Cô bắt đầu học âm nhạc tại Trường Âm nhạc Trung ương và lấy bằng tiến sĩ tại Nhạc viện Moscow. Sau đó cô làm việc trong nhóm nhạc hoà tấu "Madrigal" và nhóm nhạc "Âm nhạc hàn lâm thời xưa" (dưới sự chỉ đạo của Alexei Lubimov), đồng thời đi lưu diễn với tư cách nghệ sĩ solo ở Liên Xô.
Năm 1989, Sofronitsky chuyển đến Hoa Kỳ, nơi cô làm việc tại Đại học Oberlin. Năm 1990,  cô chuyển đến Toronto, Canada. Tại đây cô tích cực theo đuổi sự nghiệp âm nhạc và hợp tác với nhiều thành viên của Dàn nhạc Baroque Tafelmusik. Cô là người sáng lập Academy Concert Series ở Toronto. Sofronitsky là công dân Canada từ năm 1994.
Năm 1999, cô nhận được bằng tốt nghiệp ngành biểu diễn đàn harpsichord, fortepiano và giảng dạy âm nhạc các thời kỳ xưa từ Nhạc viện Hoàng gia The Hague.
Từ năm 2001, cô sống ở Cộng hòa Séc, kết hôn với thợ chế tạo đàn fortepiano Paul McNulty. Cô biểu diễn và thu âm các tác phẩm piano của các nhạc sĩ thời kỳ khác nhau từ Carl Philipp Emanuel Bach đến Liszt trên các nhạc cụ được đánh giá cao của chồng mình. Viviana Sofronitsky thường xuyên biểu diễn tại các lễ hội âm nhạc và tổ chức các lớp học nâng cao. Trong số các lễ hội mà cô ấy đã tham dự là: «Utrecht Oude Muziek Festival», "Muziek Netwerk" (Hà Lann), «Leipzig Bach Festival»(Đức), «Klang& Raum Music Festival» Lưu trữ ngày 3 tháng 10 năm 2011 tại Wayback Machine Irsee (Đức), «Festival van Vlaanderen» (Bỉ), Musica Antiqua Bruges (Bỉ), «Berliner Tage für Alte Music» Lưu trữ ngày 6 tháng 1 năm 2012 tại Wayback Machine (Đức), Bratislava Hammerklavier Festival (Slovakia), «Chopin Festival» (Ba Lan), Tage Alter Musik Osnabruck (Đức), «Midis-Minimes»  (Bỉ), «Oslo Chamber Music Festival» (Na Uy),  «Vendsyssel Festival» (Đan Mạch), «Piano Folia Festival», Le Touquet (Pháp), Printemps des Arts, Nantes (Pháp).
Năm 2010, Sofronitsky trở thành người đầu tiên thu âm tất cả các tác phẩm dành cho nhạc cụ bàn phím với dàn nhạc của Mozart trên cây đàn nguyên gốc thời kỳ cổ điển (PMC/ETCetera label). Năm 2017, cô là người đầu tiên trình diễn trên bản sao của cây đàn piano hãng Buchholtz từng thuộc quyền sở hữu của nhà soạn nhạc Chopin.

## Danh sách đĩa nhạc
- W. A. Mozart: 11CD box, the first world complete works for piano and orchestra performed on original instruments. Fortepiano: Viviana Sofronitsky; Orchestra: Musicae Antiquae Collegium Varsoviense "Pro Musica Camerata", Poland.
- Felix Mendelssohn: Complete works for cello and fortepiano. Fortepiano: Viviana Sofronitsky, Violoncello: Sergei Istomin, «Passacaille Musica Vera», Belgium.
- Francizsek Lessel: Works for Piano and Orchestra. Fortepiano: Viviana Sofronitsky, Orchestra: Musicae Antiquae Collegium Varsoviense "Pro Musica Camerata", Poland.
- Beethoven, Hummel, Neuling: Works for fortepiano and mandolin. Fortepiano: Viviana Sofronitsky, Mandolin: Richard Walz "Globe", the Netherlands.
- Ludwig van Beethoven: Trios for clarinet, violoncello and fortepiano op.11 and op.38 Viviana Sofronitsky with "Die Gassenhauer". Fortepiano: Viviana Sofronitzki, Clarinet: Susanne Ehrhard, Violoncello: Pavel Serbin, "Suoni e colori", France.
- Fryderyk Chopin: Complete works for cello and piano. Violoncello: Sergei Istomin, Passacaille.
- Franz Schubert: Wanderer-Fantasie op. 15, Impromptus op. 142 and 90. AVI Music, Germany.
- Johann Ladislaus Dussek: Sonatas Op.9 and Op.75. Brilliant Classics, Netherlands.